# Кізімказі
Кізімказі, Кізімказі Мкунгуні (суах. Kizimkazi Mkunguni) — рибальське селище в на південному узбережжі острова Унгуджа (Занзібар), в минулому — невеличке містечко, обнесене навіть кам'яним муром.
Туристів приваблює головним чином морськими екскурсіями із спостереженням за дельфінами, а також мечеттю Кізімказі, розташованою в 5 км на південний схід, у Дімбані.